# Jakob von Hamilton

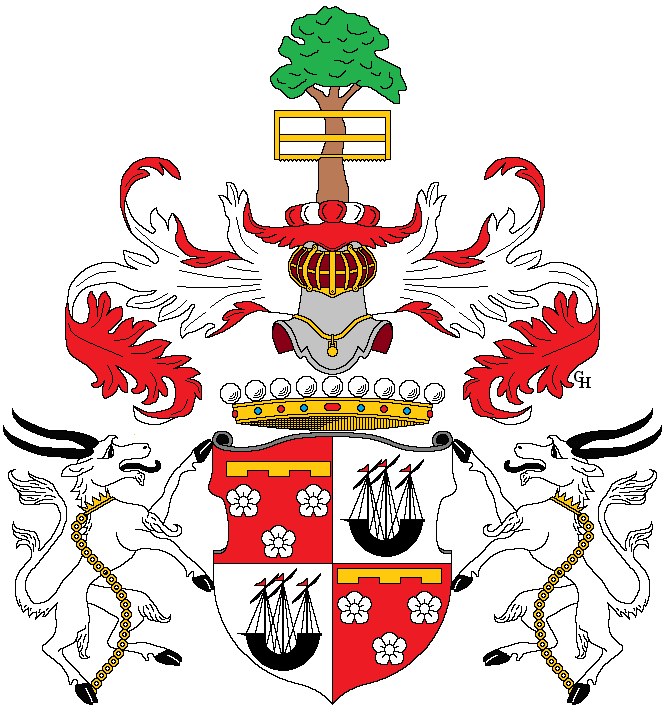
Wappen der Reichsgrafen von Hamilton, 1695

Graf Johann Jakob von Hamilton (englisch John James Hamilton; * 1642 vermutlich in London; † 5. Juni 1717 in Neuburg am Inn) war ein schottischer Staatsmann, der in kurpfälzischen und kaiserlich-österreichischen Diensten stand und 1695 zum Reichsgrafen erhoben wurde. Die Reichsgrafen von Hamilton starben 1776 in männlicher Linie aus.

## Leben
John James Hamilton war der Sohn von Sir Alexander Hamilton (* um 1613; † 1665/69) aus Holborn bei London aus der schottischen Familie der Earls of Hamilton-Abercorn und (⚭ um 1634) Lady Elizabeth Bedingfield of Oxburgh (* um 1610; † 1683) aus Redlingfield (Suffolk). Beide Familien hatten überwiegend das katholische Haus Stuart gegen das protestantische Haus Tudor unterstützt. Sein Vater war Urenkel von James Hamilton, Duke of Châtellerault († 1575), George Seton, 7th Lord Seton (1531–1586) und Robert Boyd, 5th Lord Boyd († 1590), seine Mutter war eine Urenkelin von Sir Henry Bedingfeld (1505/1509–1583), der als Constable des Towers of London Elisabeth I. während ihrer Gefangenschaft bewachte, und eine Urenkelin des anti-elisabethanischen Verschwörers Anthony Fortescue († nach 1608), Marshal of Ireland.
Die Familie flüchtete nach der Hinrichtung des Stuart-Königs Karl I. von England 1649 von Großbritannien auf das Festland. Jakob von Hamiltons Mutter, die mit der Ordensgründerin Maria Ward (1585–1645) befreundet war, lebte nach dem Tod ihres Mannes als Witwe zunächst bei den Armen Klarissen in Gravelines. 1673 trat sie als Stiftsdame unter dem Namen Anna Bonaventura in den Augustinerinnen-Orden in Brügge ein und legte 1674 ihre Profess ab. James Hamiltons Großvater war James Hamilton, 1. Earl of Abercorn (1575–1618). Die Abstammung wurde 1683 von Stuart-König Karl II. von England (1630–1685) testiert und 1725 auf Bitte von Julius von Hamilton hin nach einer Anfrage des Reichsherolds Sir William O’Kelly d’Aghrim († 1751) noch einmal vom Herald’s Office of Scotland bestätigt.

### Kurpfalz
Jakob von Hamilton kam an den Hof von Philipp Wilhelm von der Pfalz (1615–1690) in Düsseldorf bzw. Neuburg an der Donau. Seine Tante Magdalen Bedingfield (* 1620/21; † 1684) war nacheinander in beiden Städten Priorin der Karmelitinnen.
1667 war Hamilton Kornett (Fähnrich) im pfalzgräflichen Militär. Unter den Kurfürsten Philipp Wilhelm und Johann Wilhelm von der Pfalz (1658–1716) wurde Jakob von Hamilton kurpfälzisch-neuburgischer Kämmerer, Oberst-Stallmeister und Geheimer Rat. 1676 begleitete er Eleonore Magdalene von Pfalz-Neuburg (1655–1720) zu ihrer Hochzeit mit Kaiser Leopold I. (1640–1705) nach Passau bzw. nach Wien.

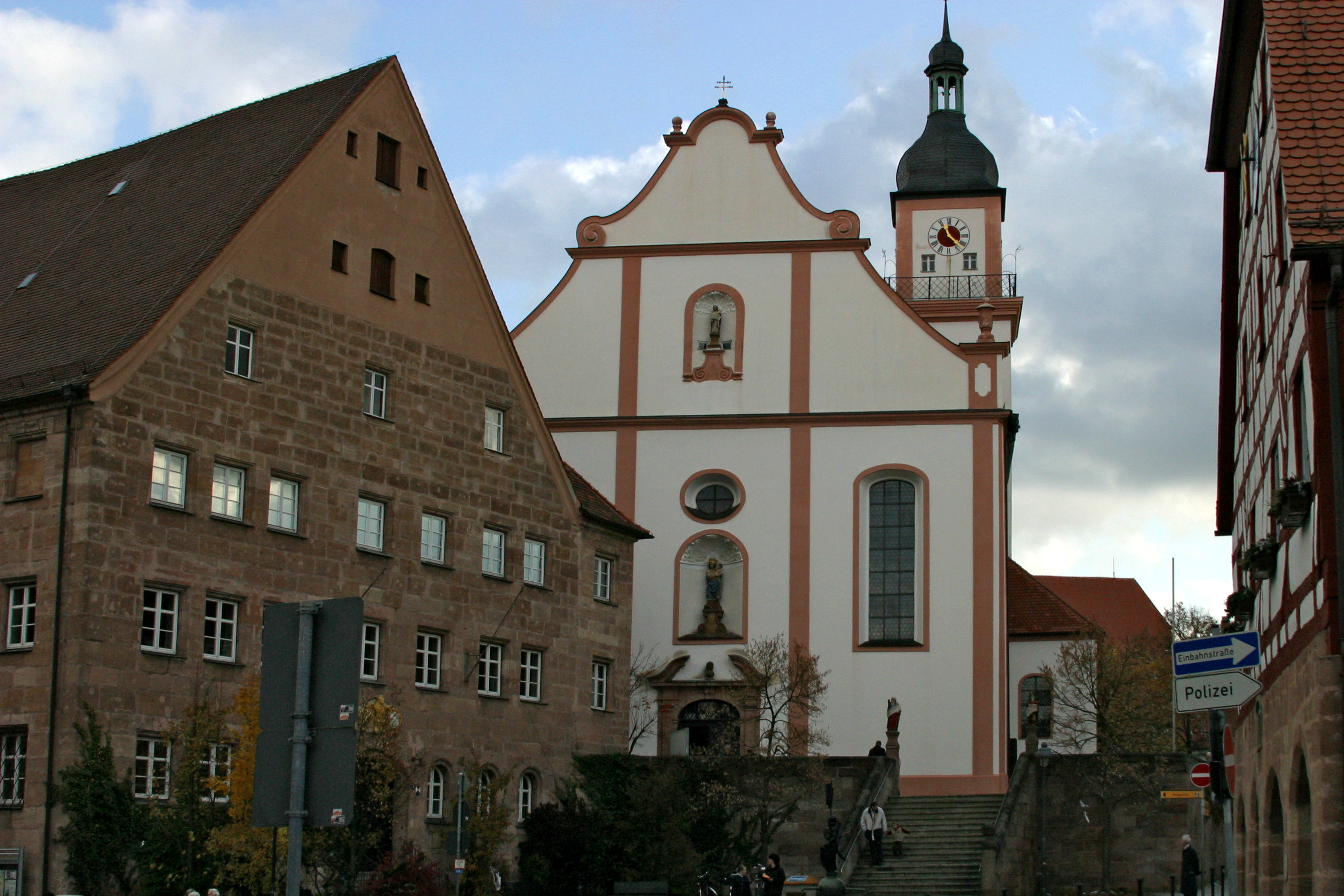
Ehemalige pfalzgräfliche Residenz in Hilpoltstein

1677 war Jakob von Hamilton als Kapitän-Lieutenant der Leibgarde zu Fuß Pfleger der neuburgischen Ämter Heideck und Hilpoltstein in der Oberpfalz. 1680 wird er als Pfleger von Hilpoltstein „Hamilton auf Kreuth“ genannt; er war inzwischen mit dem pfalzgräflichen „Haus zum Kreutt“ belehnt worden. Bereits in dieser Zeit wird er als „Graf“ bezeichnet. 1679, 1685 und 1691 wurde er jeweils für sechs Jahre zu einem der beiden Landschaftskommissare von Pfalz-Neuburg bestellt. Von 1681 bis 1694 amtierte er als Nachfolger des Freiherrn Christian Friedrich von Spee als kurpfälzischer Oberst-Kämmerer.
Kurfürst Philipp Wilhelm sandte Hamilton 1686 als außerordentlichen Gesandten an den Hof von König Jakob II. (1633–1701) nach England. Er erhielt dort zwei Diamanten-Schmuckstücke mit dem Bildnis des Königs als Geschenk, jedes im Wert von 800 Pfund.
Seit 1686 besaß Hamilton die pfalz-neuburgische Hofmark Tapfheim an der Donau. Abt Elias Götz († 1696) kaufte sie ihm 1692 für 80.000 Gulden für das Kloster Kaisheim ab. In Düsseldorf besaß er bis 1693 das Haus Altestadt 6.
Von Mitte Oktober 1689 bis Anfang Februar 1690 nahm der Geheimrat und Obrist-Stallmeister Graf Jakob von Hamilton in Augsburg im Gefolge von Kurfürst Philipp Wilhelm am Reichstag und der Krönung von Joseph I. zum römisch-deutschen König teil.

### Odenwald und Rhein-Neckar-Dreieck
Aus dem ehemaligen Besitz der Herren von Hirschberg an der Bergstraße im Odenwald, die 1611 ausgestorben waren, erwarb Jakob von Hamilton 1688/91 die Pfandschaft auf Lützelsachsen. Nachdem er zusammen mit Oberstmarschall Kasimir Heinrich von und zu Steinkallenfels (1634–1693) und Kanzler Johann Ferdinand von Yrsch (1619–1701) bereits 1688 in einen Teil der Lehensgefälle eingesetzt worden war und er 1691 die beiden Mitinhaber der Pfandschaft ausgezahlt hatte, wurde Hamilton 1694 von der Kurpfalz mit dem Schloss Ilvesheim, den Dörfern Ilvesheim, Leutershausen, Ursenbach, Hornbach und Kreidach sowie mit Gütern, Gerechtsamen und Gefällen in Großsachsen, Heddesheim, Neuenheim, Weinheim, Wallstadt, Rippenweier, Rittenweier, Muckensturm und anderen Orten belehnt. Als „Herr auf Kreuth und Hirschberg“ wurde Jakob von Hamilton von 1689 bis etwa 1691 zum kurpfälzischen Oberamtmann des Oberamtes Kreuznach bestellt.
1691 war Hamilton Obrist des kurfürstlichen Leibregiments zu Pferd. Er wurde mit der Heimholung von Anna Maria Luisa de’ Medici (1667–1743), der Braut des Kurfürsten Johann Wilhelm, aus Florenz beauftragt. Bei der Trauung per Stellvertreter in der Kathedrale von Florenz fungierte Hamilton als einer der beiden Zeugen. In ihrem kurpfälzischen Hofstaat amtierte er als Obrist-Hofmeister.
1698 verkaufte Hamilton Ilvesheim, Lützelsachsen, Hornbach und Kreidach an Lothar Friedrich von Hundheim (1668–1723). Ursenbach besaß Hamilton bis 1700. Das pfälzische Lehnsgut Leutershausen, in dem er den Frankensteiner Hof innehatte, verkaufte Hamilton nach 1701 an den kurfürstlichen Hofkammerdirektor Johann Heinrich Violät.

### Nordkirchen und Merfeld
Die Herrschaft Nordkirchen im Münsterland mit Oestorp, Allrath, Klein-Buxfort, die Schepershove, die Bertholdshove und die Dieckhove zu Selm, Spintrup zu Seppenrade, die Hälfte von Davensberg, Haselburg und dem Gericht Capelle fielen 1691, als mit Johann Bernhard von Morrien-Nordkirchen (* um 1630; † 1689) dieser Familienzweig ausgestorben war, an dessen Nichte Maria Sophia von Weichs, Hamiltons Frau. Es handelte sich um Lehen des Stiftes Werden. Gut Kokeldorp und die Hervesthove zu Selm sowie die Schurhove zu Südkirchen trug Hamilton vom Stift Herford zu Lehen. 1694 kaufte Fürstbischof Friedrich Christian von Plettenberg von Münster den Besitz.
1691 erwarb Jakob von Hamilton von Kurfürst Johann Wilhelm von der Pfalz als Graf von Ravensberg für 14.000 Reichstaler die sog. „adolfinische Hälfte“ an der Freigrafschaft Merfeld im westlichen Münsterland. Er wurde mit ihr als ein Kunkellehen belehnt, das ggfs. eine weibliche Erbfolge einschloss. Es entwickelte sich ein Rechtsstreit zwischen Magdalena Sibylla von Merveld, verheiratete von der Recke zu Horst, der Schwester des verstorbenen Friedrich Wilhelm von Merveld († 1691), und Hamilton. Um 1704/05 trat Graf Jakob von Hamilton gegen Erstattung der 14.000 Reichstaler die adolfinische Hälfte von Merfeld an sie bzw. an Werner Lambert von Merode († 1729) zu Merfeld ab.

### In kaiserlich-österreichischen Diensten

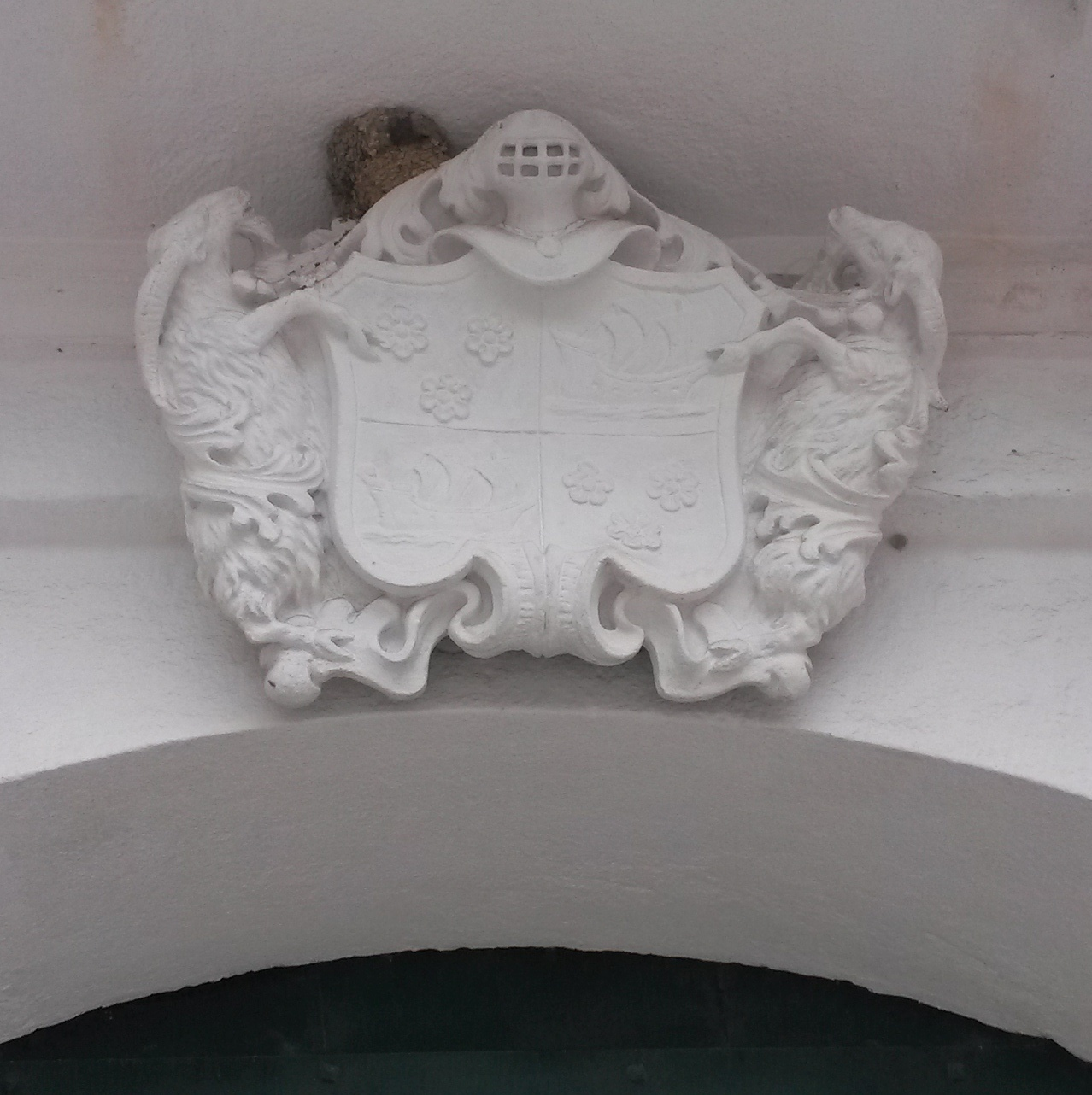
Wappen der Familie Hamilton am Eingangstor von Schloss Dürnkrut

1692/93 erwarb Hamilton für 100.000 Gulden die vorderösterreichische Lehensherrschaft Schramberg als Kunkellehen für sich und seine Erben, trat sie aber 1696 für 130.000 Gulden an den Freiherren Johann Friedrich von Bissingen (* um 1601; † 1663) ab, nachdem er sich mit der Stadt Rottweil nicht über die Ausübung des Jagdrechtes einigen konnte.
1693 war Jakob von Hamilton Landvogt der vorderösterreichischen Markgrafschaft Burgau mit der Residenzstadt Günzburg. Er war jetzt kaiserlicher Kämmerer und Geheimer Rat, behielt aber seinen Charakter als kurpfälzischer Geheimrat und neuburgischer Landschaftskommissar. Auch einen Wohnsitz in Düsseldorf behielt Hamilton bei. Er verkaufte zwar 1693 sein Haus in der Altestadt 6 an Hofrat Johann Hubert Palmer, wird aber urkundlich 1698 oder 1713 weiterhin in Düsseldorf erwähnt. Sein Nachfolger als kurpfälzischer Oberst-Kämmerer wurde Graf Arnold Moritz Wilhelm von Bentheim-Steinfurt (1663–1701).
Von Kaiser Leopold I. erhielt Jakob von Hamilton 1693 das Rittergut Uttenweiler als vorderösterreichisches Lehen. Er nannte sich jetzt „Herr zu Schramberg, Uttenweiler und Merfeldt“. 1694 verkaufte Hamilton das Rittergut Uttenweiler an Freiherr Johann Ludwig Constantin von Ulm zu Erbach; die Juristenfakultät der Universität Tübingen verfasste nach dessen Beschwerde über angebliche Übervorteilung ein Gutachten über die Bewertung des Gutes.
Im April 1693 informierte Graf Hamilton den englischen Diplomaten Sir George Stepney (1663–1707) in Wien über ein Gespräch, das er mit Markgraf Ludwig Wilhelm von Baden-Baden (1655–1707) in Nürnberg geführt hatte, und eine Audienz bei Kaiser Leopold I. Er meinte, die vorderen Reichskreise seien alarmiert über eine mögliche Rückkehr des „Türkenlouis“. Hamilton kehrte anschließend mit Subsidien in Höhe von 150.000 Kronen als Gegenleistung für die Gestellung von 2.000 Soldaten aus Wien in die Kurpfalz zurück.
1695 wurde der kaiserliche Kämmerer und Landvogt zu Burgau, kurpfälzische geheime Rat, Oberste Kämmerer und Obrist über das Leibregiment Jakob von Hamilton in den Grafenstand für das Reich und die österreichischen Erblande mit dem Titel „Hoch- und Wohlgeboren“ erhoben.
Graf Jakob von Hamilton erwarb 1696 das Wasserschloss Dürnkrut in Österreich unter der Enns (Niederösterreich). Unter Hamilton erhielt das Schloss sein heutiges Aussehen, und er ließ die Pfarrkirche St. Jacobus d. Ä. neu erbauen. 1696 wurde er auch in den niederösterreichischen Herrenstand aufgenommen.
Im April 1696 konferierte George Stepney in Frankfurt am Main mit Prinz Karl III. Philipp von Pfalz-Neuburg (1661–1742) Ludwig Anton von Pfalz-Neuburg (1660–1694), dem Hochmeister des Deutschen Ordens, und Graf Hamilton, „their diplomatic advisor“ (= ihrem außenpolitischen Berater), die sich zusammen auf der Reise nach Wien befanden.

### Neuburg am Inn

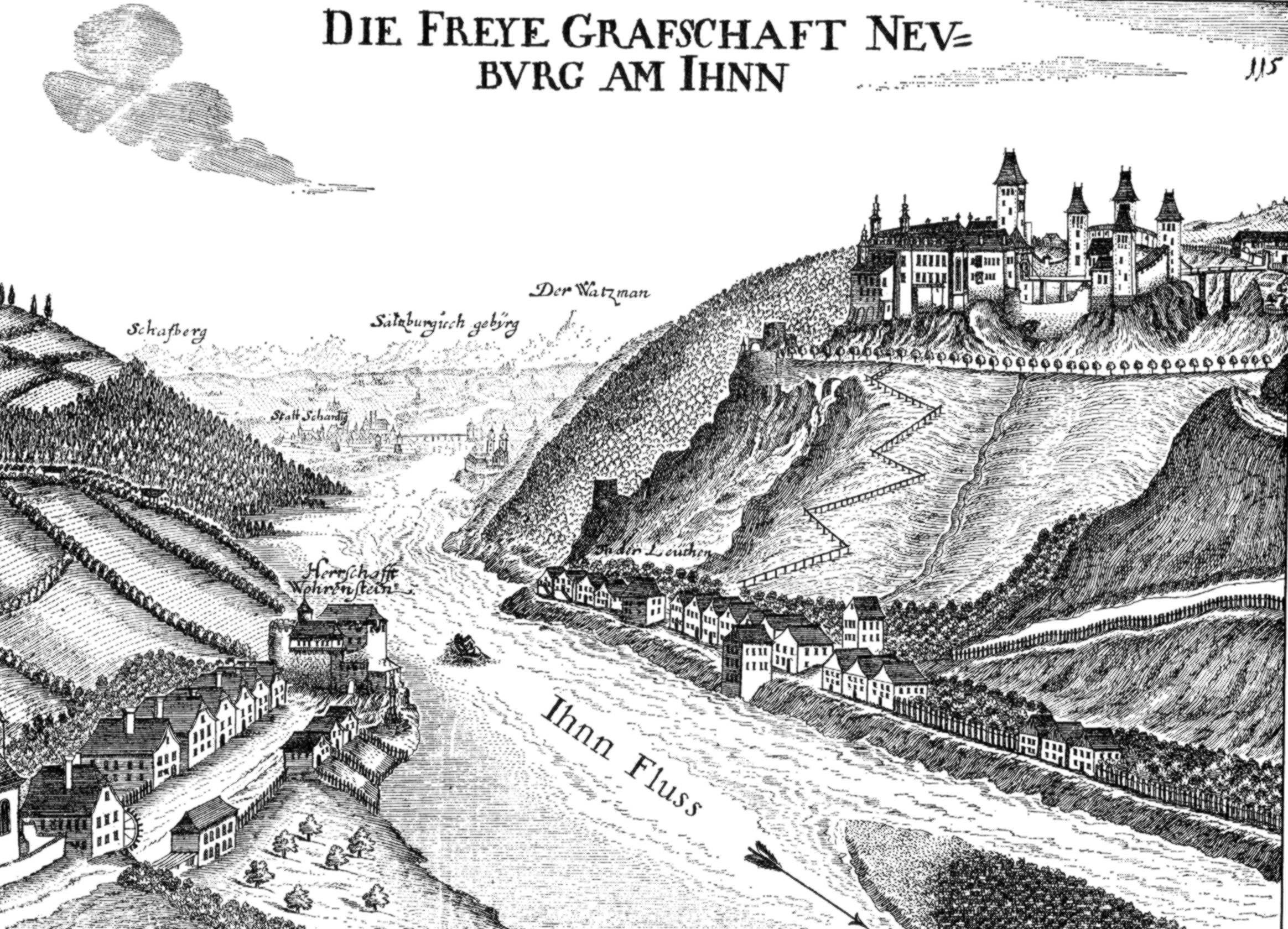
Die Grafschaft Neuburg am Inn 1674; Stich von Georg Matthäus Vischer

1698 kaufte Hamilton für 300.000 Gulden die reichsunmittelbare Grafschaft Neuburg am Inn mit den Burgen Frauenhaus und Neuenfels als österreichisches Lehen sowie die Grafschaft Wernstein am Inn in Österreich ob der Enns (Oberösterreich) aus dem Besitz der kaiserlichen Hofkammer, die diese Reichsgrafschaft von Georg Ludwig von Sinzendorf (1616–1681) an sich gezogen hatte. 1698 erhielt er das mährische Inkolat, und es erfolgte seine Ernennung zum „Landmann“ in Wien und Breslau. 1702 wurde er Landmann in Österreich ob der Enns (Oberösterreich) und 1715 erhielt er das ungarische Indigenat.
1703 war Jakob Graf von Hamilton, „Ihro Kayserl. Majestät im Maggraftum Burgau Landes-Hauptmann“, unter den Personen, die in Wien das geheime Pactum mutuae successionis (Vorvertrag der Erbfolgeregelung der Pragmatischen Sanktion) bezeugten.
Von März 1703 nach der Schlacht von Schärding-Eisenbirn bis August 1703 und von Januar bis Oktober 1704 war Neuburg am Inn von bayerischen Truppen besetzt.
Vor seinem Tod stiftete Jakob von Hamilton den Passauer Franziskanern eine verzinsbare Schuldverschreibung von 3000 Gulden auf die Grafschaft Neuburg. Im Amt des Landvogts von Burgau folgten ihm 1717 die Ulm zu Erbach.

## Wappen

Wappen der Reichsgrafen von Hamilton

Wappen der Dukes of Abercorn; Vorbild für das Wappen der Reichsgrafen von Hamilton

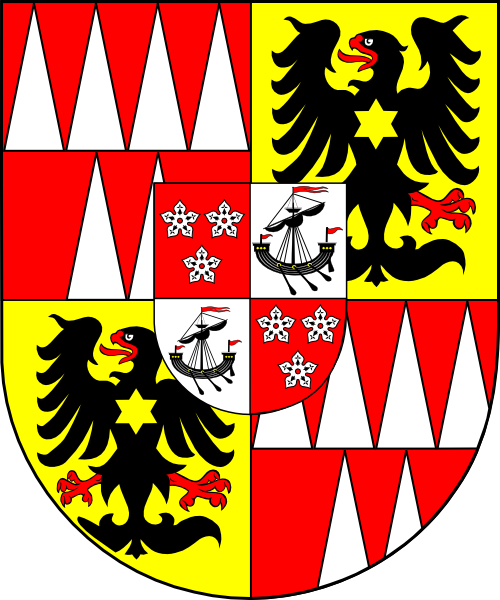
Wappen des Bischofs von Olmütz Maximilian von Hamilton

Schild geviert, 1 und 4 (Haus Hamilton) in Rot drei (2, 1) silberne Rosen (ursprünglich Fünfpass) und oben im Feldfuß ein über den Rosen schwebender dreilätziger Turnierkragen (Brücke), 2 und 3 (Haus Arran) in Silber ein schwarzes dreimastiges Schiff mit eingezogenen Segeln.
Helmzier: eine Eiche, unten überdeckt mit einer Rahmensäge.
Schildhalter: zwei Antilopen.
Der ursprüngliche Wahlspruch des Hauses Hamilton war „Through!“ (= Hindurch!).

## Familie
Mit seiner ersten Ehefrau Reichsfreiin Maria Sophia von Weichs († 1698), Tochter von Ferdinand von und zu Weichs (1624–1679) zu Rösberg und Weyer und Juliana Sophia Adolphina von Morrien (1625–1670) zu Nordkirchen, die er vor 1680 geheiratet hatte, hatte er die Kinder:
1. (oft als Sohn angesehen,[42][43] da gleiches Wappen,[44] aber wohl aus einem anderen, irischen Familienzweig)
Johann Andreas von Hamilton (* 1679; † 9. Januar 1738), Teilnehmer am Spanischen Erbfolgekrieg und am Polnischen Thronfolgekrieg, kaiserlicher General der Kavallerie und Hauptmann der Hartschier, 1734 bis 1738 Militärpräsident der Landesadministration des Temescher Banats. In zeitgenössischer Literatur wurde Johann Andreas von Hamilton teilweise auch für einen Bruder von Jakob von Hamilton gehalten,[43] was aber durch das Geburtsdatum ausgeschlossen ist. Andere Quellen sprechen von nur einem einzigen Sohn Jakobs: Julius von Hamilton.[45]
In den Testamenten, die sonst alle lebenden Familienangehörigen nennen, wird Andreas von Hamilton nicht genannt,[41] und auch dieser selbst berücksichtigte als Erben niemanden aus der Familie Hamilton, sondern setzte seinen „Neffen“ Carl Claudius O’Donell von Tyrconell (1715–1771) als Universalerben ein.[43][46]
2. Julius Franz Xaver Leopold von Hamilton (* 1685, † 13. Juli 1759 in Wien), 1708 Reichshofrat, 1711 in Frankfurt am Main zum Ritter geschlagen, heiratete 1712 in erster Ehe Gräfin Maria Ernestina Josepha von Starhemberg-Wildberg (1698–1724), Tochter von Franz Ottokar von Starhemberg und Gräfin Maria Cäcilia von Rindsmaul, verkaufte 1719 und 1726 (Zahlung des Schlüsselgelds) Neuburg an Graf Carl Joseph von Lamberg-Sprinzenstein (1686–1743), heiratete 1726 in zweiter Ehe Maria Helena Regina Eleonore van Starhemberg-Schaunberg (1695–1727), erwarb 1727 die Allodialgüter Lichtenstein und Kraschowitz bei Pilsen, heiratete 1728 in dritter Ehe Gräfin Maria Josepha von Rottal († 1763).[47] Julius wurde beigesetzt in der Schottenkirche; seine Kinder aus ⚭ I. (1.–9.) und ⚭ III. (10.) waren:
  1. Franz von Hamilton (* 20. Februar 1713; † vor 1720), und Zwilling
  2. Franziska von Hamilton (* 20. Februar 1713; † nach 1783/84),
  3. Maximilian von Hamilton (* 17. März 1714 in München; † 31. Oktober 1776 in Kremsier (Kroměříž)) von 1761 bis 1776 Bischof von Olmütz, mit ihm starb die männliche Linie der Reichsgrafen von Hamilton aus,
  4. Nikolaus von Hamilton (* 12. August 1715; † 4. Dezember 1765) auf Dürnkrut, Lichtenstein, Hundschitz, Radlowitz und Kraschowitz, Hofrat, 1750 bis 1764 Stadthauptmann (Intendent; Präsident der Commercien-Intendanz) von Triest und Fiume,[48] 1764 Oberst-Landrichter (Landeshauptmann) in Mähren, verheiratet seit 1747 mit Gräfin Maria Anna von Sinzendorf (* 1721; † nach 1783/84),
  5. Eleonora Anna Antonia von Hamilton (* 23. Februar 1717; † 20. April 1789), Dame des Sternkreuzordens, heiratete 1739 in Holleschau (Holešov), einer Besitzung der Grafen von Rottal, Marchese Giovanni Maria Doria (Johann Baptist Maria Marquis von Doria)[49] († vor 1789), k. k. Kämmerer und seit 1759 Wirklicher Geheimer Rat,[50] Sohn von Stefano Doria und Maria Giovanna Fieschi aus Genua, 1742 Mitglied der Wiener Loge  „Zu den drei Kanonen“ („Aux trois canons“),
  6. Franz Joseph (19. November 1720; † vor 1724),
  7. Anton Johann Nepomuk von Hamilton (* 23. April 1722; † 24. März 1776 in Wien), Geheimer Rat und Kämmerer, Komtur des Johanniterordens, 1758 Generalfeldwachtmeister, 1764 Feldmarschallleutnant;[51]
  8. Guido von Hamilton († zwischen 1724 und 1747),
  9. Maria Walpurge von Hamilton (* 29. Juni 1724; † 1789), verheiratet seit 1759 mit Graf Ladislaus Kollonitz von Kollograd (1705–1780)[52],
  10. Maria Karolina von Hamilton (* 14. Mai 1736; † 25. Januar 1792), Dame des Sternkreuzordens, verheiratet seit 1754 mit Graf Karl Ferdinand Caretto-Cavriani di Millesimo (1726–1778),
3. Maria Eleonora von Hamilton († vor 1717), verheiratet seit 1698 mit Graf Peter Franz Joseph Kokorzovec (Kokorschowetz) († 1720) von Kokorzow; deren Töchter:
  1. Gräfin Elisabeth Eleonore Kokorzova (1705–1747), heiratete 1725 Graf Karl Gobert Franz von Aspremont-Lynden und Reckheim (1703–1749), Sohn von Graf Ferdinand Gobert von Aspremont-Lynden (* um 1645; † 1708),
  2. Sofia Kokorzova († nach 1744),
  3. Theresia Kokorzova († nach 1744),
  4. Maria Anna Kokorzova († nach 1744),
  5. Franziska Kokorzova († nach 1744),
4. Maria Anna von Hamilton († 27. Februar 1744), Kammerfräulein der Kaiserin Maria Amalia von Österreich (1701–1756), beigesetzt im Kloster St. Lorenz.

1701 heiratete Jakob von Hamilton in Wien in zweiter Ehe Gräfin Maria Franziska von Rindsmaul († 1719), Tochter von Graf Johann Otto von Rindsmaul und Gräfin Eleanore von Dietrichstein. Mit ihr hatte er die Tochter
1. Maria Franziska von Hamilton (* um 1710; † 6. Januar 1793), Kammerfräulein der Kaiserin Elisabeth Christine von Braunschweig-Wolfenbüttel (1691–1750).

Schwestern des Jakob von Hamilton waren die Nonnen
- Catherine Hamilton (* 1628; † 19. November 1685), schon in älterer Literatur als Schwester Jakobs bezeichnet, wegen des Geburtsdatums aber wohl eher eine Cousine oder Tante, erzogen bei den Klarissen in Paris, seit 1654 bei den Englischen Fräulein in München, 1667 bis etwa 1678/82 Oberin in Augsburg, wegen psychischer Erkrankung zurückgetreten, in München gestorben,[2][53]
- Lucy Hamilton (* um 1640; † 18. August 1693), lebte seit spätestens 1655 als Stiftsdame Laurentia bei den Augustinerinnen in Brügge, später Novizenmeisterin,[53]
- Anne Hamilton (* um 1646; † 25. Mai 1710), legte 1663 als Stiftsdame Angela Augustine in Rouen ihre Profess bei den Armen Klarissinnen ab.[54]

Jakobs Vetter Colonel William Hamilton, Sohn von James Hamilton, 2. Earl of Abercorn (1603–1670), fiel als Offizier in Deutschland. Ein weiterer Vetter Jakobs war Anthony Hamilton (* um 1645; † 1720), der Verfasser von Mémoires du comte de Grammont (1713).
Jakobs Tante Magdalen Bedingfield von St. Joseph (* 1620/21; † 16. März 1684) trat 1637 in das Karmelitinnenkloster Antwerpen ein und wurde als Subpriorin und später Priorin nach Düsseldorf versetzt. In Neuburg an der Donau wurde sie 1663 Stifterin und Priorin des von Pfalzgraf Philipp Wilhelm neu gegründeten Klosters der Unbeschuhten Karmelitinnen. Ihre Schwestern hießen Winifrida (1610–1666) und Francisca (Frances) Bedingfield (1616–1704) und starben im Münchener Karmel.

### Weitere Namensträger im Heiligen Römischen Reich
Der Regularkleriker des Theatinerordens Amadeus Hamilton (* um 1645/50; † nach 1714), geboren in London, vielleicht ein Bruder des Grafen Jakobs von Hamilton, trat am 27. September 1665 als Philosophiestudent in das Kloster St. Adelheid und Kajetan (Theatinerkolleg) in München ein. 1676 hielt er die Leichenpredigt für die bayerische Kurfürstin Henriette Adelheid von Savoyen (1636–1676), war 1678 Professor für Philosophie in München, Propst in Prag, 1686 bis 1689 und 1698/99 Propst der Theatinerkirche in Wien. Er trat durch zahlreiche Veröffentlichungen hervor. 1702/03 hielt er sich auf der Weiterreise als Missionar nach Goa (Indien) ein Jahr lang bei dem Bagdader Bischof Louis-Marie Pidou de Saint-Olon (1687–1717) in Hamadan (Persien) auf. Seit 1707 war Amadeus Hamilton Beichtvater von Herzog Anton Ulrich von Braunschweig-Wolfenbüttel (1633–1714) und seiner Tochter Henriette Christine von Braunschweig-Wolfenbüttel (1669–1753), Äbtissin von Gandersheim, die er zur Konversion zum Katholizismus bewegte. Sein Bruder Graf Carl von Hamilton vertrat als Agent (Gesandter) am Kaiserhof in Wien das Haus Stuart.